# Salm-en-Vosges
Pour les articles homonymes, voir Salm.
1111–1751
Entités précédentes :
- Principauté épiscopale de Metz

Entités suivantes :
- Principauté de Salm-Salm

La seigneurie de Salm-en-Vosges attribuée à l'avoué de l'abbaye de Senones est d'abord un comté. Après un long indivis et une importante confiscation des biens abbatiaux entérinée en 1571, ce comté est  définitivement séparé en 1598 en deux parties imbriquées et souvent gérées de façon mitoyenne. Ces moitiés sont  dénommées par la pratique historique : comté lorrain et principauté d'Empire. Une fraction centrale du vieux comté donne finalement naissance en 1751 à la principauté de Salm-Salm.
Ce territoire seigneurial prend son nom du château de Salm, forteresse probablement existante, mais refondée à partir de 1205 par le comte Henri III, comte de Salm, sur une hauteur de la commune de La Broque, au versant alsacien du massif des Vosges, incluse dans le département du Bas-Rhin. Il s'agit de la résidence estivale de la famille de Salm, la résidence hivernale demeure Badonviller après l'abandon du château de Pierre-Percée. Le fondateur de la lignée Hermann descend d'un roi de Germanie. Il serait le cadet d'une noble famille de l'Ardenne luxembourgeoise.
On parle aussi des terres de Salm pour désigner cet ensemble géographique et historique complexe, situé au nord-est de la France actuelle, à cheval sur les départements des Vosges et du Bas-Rhin.

## Historiographie légendaire de l'implantation des Salm en Vosges
Au début du XIIe siècle, les Evêques de Metz Adalbéron IV, Theoger et surtout Étienne de Bar tiennent à leurs possessions épiscopales en Lorraine après leur éviction de la direction de la cité de Metz. Parmi ses possessions des Vosges, la splendide ville de Rambervillers entourée de belles campagnes se signale, ainsi qu'un territoire administré par l'abbaye de Senones au nord de la voie des Saulniers, dont le cœur montagnard formait jadis une partie septentrionale du ban mérovingien de Gondelbert et qui débordait sur le piémont vosgien à l'ouest. Jadis Angelram, évêque de Metz et archipelain, a reçu de l'Empereur Charlemagne le monastère de Senones et pleine autorité temporelle sur le territoire associé. Avec la croissance démographique et la bonne gestion de l'abbé de Senones, Antoine de Pavie, choisi par l'évêque de Metz en 1090, les biens de l'épiscopat messin fructifient.
Une historiographie traditionnelle, souvent auréolée de légendaire, rapporte que Dame Agnès de Montbéliard épouse le comte de Langenstein. Il est le descendant des châtelains de Longue Pierre, fidèles chevaliers voués de l'abbaye de Senones, redevables à l'évêché. Mais voilà trop vite Agnès veuve avec trois jeunes enfants. L'évêque de Metz Adalbéron choisit de caser le jeune Hermann II, fils cadet du comte de Salm qui, sans terre en Ardenne, pourrait jouer les trublions des intérêts messins. Faisant d'une pierre deux coups, l'évêque lui donne la responsabilité d'une famille chrétienne en lui faisant épouser la veuve du comte de Langenstein. Pour ne pas dépouiller les enfants du premier lit, Agnès hérite du titre de feu son époux ainsi que le château perché sur un "long éperon" des premiers contreforts gréseux des Vosges.
Hermann est nommé en 1111 avoué de l'abbaye de Senones : il est chargé de protéger et de faire respecter les droits seigneuriaux, c'est-à-dire le temporel de l'abbaye. Il conserve le titre de comte pour ne pas déchoir vis-à-vis de son épouse ni de ses parents restés en Ardenne belge.
Le jeune chasé est craint par l'abbé Antoine qui s'empresse de placer les biens abbatiaux en 1111 sous la protection de l'Empire. Le comte de Salm ne peut se restreindre à n'être qu'un homme d'armes et un administrateur au service exclusif de son bienfaiteur. Sa fougue guerrière resurgit bientôt et, dévoré par ses passions, il commence à usurper les droits de l'abbaye, s'émancipe définitivement de son protecteur messin et ordonne le pillage des bans voisins. Sa bande guerrière prend parti des causes profitables, il rejoint le camp de Simon Ier,  duc de Lorraine (et en passant à une aventure adultérine avec l'épouse de celui-ci, Adélaïde de Louvain) qui commet force exactions dans les abbayes vosgiennes de Saint-Dié et de Remiremont. Négligeant son protecteur, il s'oppose aussi à l'évêché de Metz. Le révolté s'oppose aussi aux intérêts des proches parents de son épouse imposée.
Le nouvel évêque de Metz depuis 1120, Étienne de Bar furieux de son beau-frère et saisi d'une ardeur belliqueuse, agit : il fait le siège du château de Langenstein pendant un an. Au cours d'une tentative de sortie défensive, Hermann et son fils aîné sont tués en 1123. Les bandits se rendent et la région est pacifiée.

## Contes et légendes face aux hypothèses historiques
Un grand nombre de variantes légendaires et de vieux contes prolonge ce récit fondateur singulier. Elles rapportent que, dans son immense chagrin à la suite de chaque deuil, Agnès fait creuser un puits insondable, le château et le hameau en contrebas seraient depuis ce temps dénommés château de Pierre-Percée et village de Pierre-Percée. Agnès est décrite en mère prolifique. Même si les historiographes ne rapportent que trois enfants du premier lit et trois autres enfants du second, la tradition des conteurs montagnards affirme qu'elle eut pléthore de filles avec le premier époux et pléthores de mâles avec le second. Épousant l'image de l'agnelage divin et prolifique, elle aurait engendré plus d'enfants que n'en compta la dynastie des Salm. La pierre-percée était vénérée comme pierre de fécondité. Les puits furent transformées en oubliettes.
Pourtant les historiens les plus scrupuleux, à l'instar de Georges Poull, ne présentent point ces faits : ils mentionnent qu'Étienne de Bar et Agnès sont respectivement le cinquième et le neuvième enfant du couple formé en 1065 par le comte Thierry II et d'Ermentrude de Bourgogne. Thierry II est seigneur d'Altkirch, Ferrette, Montbéliard, Mousson, Bar et Amance. Hermann de Salm apparaît dès 1123 à l'inauguration de la nouvelle abbaye de Senones en compagnie de l'évêque de Metz. Administrateur efficace, il protège aussi l'abbaye de Hugshoffen dans le val de Villé. Les nombreux diplômes où il figure ensuite montrent qu'il sert efficacement son suzerain, l'évêque de Metz et beau-frère, Étienne de Bar en tant que voué de l'abbaye saint Pierre de Senones. Hermann meurt vers 1135 avant son épouse Agnès qui disparaît après 1140. Leur successeur et fils Henri apparaît comte en 1133 et disparaît vers 1153.
Pour accorder l'historiographie légendaire avec les rares données diplomatiques fiables mais fort imprécises sur la vie des personnages, il faut supposer que l'évêque Étienne de Bar au terme de sa rage, ait joué l'apaisement. Il aurait pu promettre dans une ultime tentative de conciliation l'avouerie et la main de la veuve Agnès à un autre parent d'Hermann, Hermann le vieux qui aurait garanti l'éducation et la protection des enfants d'Agnès et de son jeune cousin. On peut aussi supposer qu'avant l'arrivée d'Hermann et la reprise en main d'Étienne de Bar, des bandits indéterminés avaient pris possession du château de Pierre-Percée. L'installation de la vouerie serait donc à resituer vers 1123.
Quoi qu'il en soit, écrivains de légendes et conteurs, recyclant de vieilles histoires locales, se sont emparés de l'instauration de cette maison de Salm en Vosges. Quelques historiens, partisans d'une lignée par aînesse, pensent que le modeste comté de Salm en Ardenne n'offrait guère de perspectives à ses seigneurs. Le comte Henri II, né à Salm en Ardenne (ou au château de Pierre-Percée ?) , aurait choisi de vivre dans les terres vosgiennes de sa famille, abandonnant alors le comté primitif à sa sœur Élise (de Salm-Ardenne).

## Le comté de Salm en Vosges

### Fondation du comté vosgien

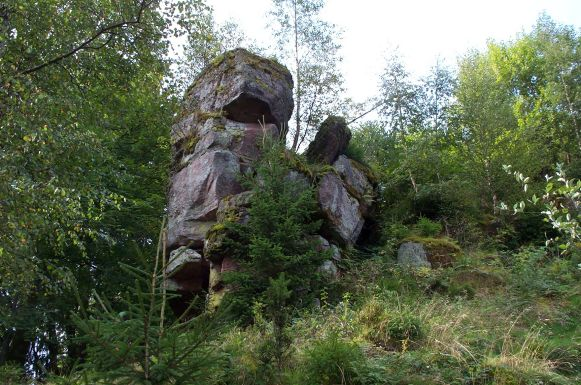
Ruines du château de Salm

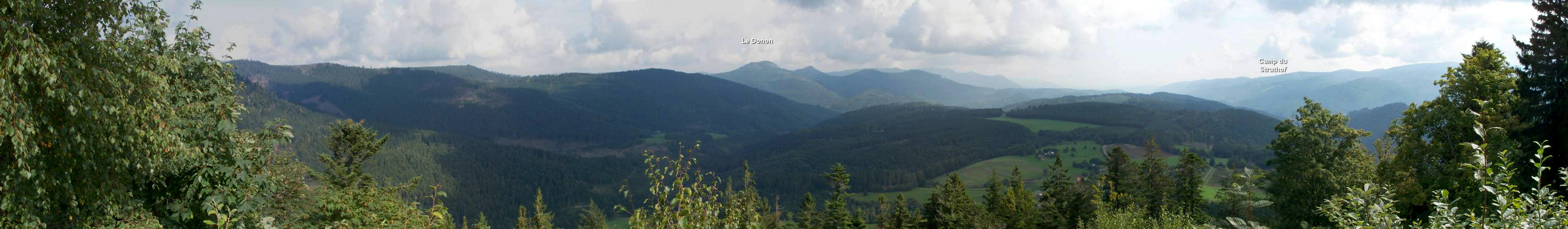
Panorama de la vallée de la Bruche à partir des Ruines du château de Salm

Henri III construit ou rénove à partir de 1205 un château sur les terres qu'il administre pour l'abbaye, dans la vallée de la Bruche, au-dessus du village de La Broque, et le nomme château de Salm. Ses terres sont appelées dès lors Salm en Vosges ou Obersalm, par opposition au Salm originel en Ardenne, ou Niedersalm. Ce territoire relève du Saint-Empire romain germanique, appliquant le droit germanique, mais contigu au duché de Lorraine, État souverain de langue romane, qui applique le droit romain quoiqu'également terre d'Empire. Henri III octroie la seigneurie de Blâmont à son fils cadet Ferry, tige des sires puis comtes de Blâmont de la Maison de Salm.
Henri IV développe en Salm le commerce du sel et le travail du fer qui existe depuis des siècles. Il exploite rationnellement les puissants gisements minéralisés de fer et de cuivre de Framont à Grandfontaine. N'étant pas propriétaire du terrain, des querelles s'élèvent avec le propriétaire du sol, l'abbé de Senones, lequel fait intervenir le puissant évêque de Metz, Jacques de Lorraine. Les mines sont détruites vers 1258, mais réédifiées presque aussitôt, dès 1261.
Une comtesse de Salm est mentionnée en plusieurs procès au Parlement de Paris en 1269, 1278 et 1284.

### Les deux branches comtales
- En 1459, Jeannette de Salm, fille du comte Simon III, épouse Jean V (1436-1495), Wild- et Rhingrave à Dhaun, Kyrburg (ou Kirbourg) et à Stein (Rheingrafenstein, Rheingrafenstein Castle), originaire du Palatinat.
À la mort du comte Jacques son frère (1475), Jeannette et son autre frère Jean décidèrent de se partager le pouvoir, tout en maintenant le comté indivis. Les deux branches hermanienne et rhingravienne portent dès lors le titre de comte de Salm.
Augmentation des possessions
Un neveu de Jeannette, Nicolas († 1529) devient comte de Salm et Neubourg (Nicolas Ier) après avoir acquis cette dernière seigneurie alors dans l'archiduché d'Autriche. Cette nouvelle branche, malgré son nom, ne possède pas Salm ; elle s'éteint en 1784.
Déjà seigneur de Morhange et de Puttelange, le Rhingrave Jean VI reçoit en outre par son mariage avec Jeanne de Moers-Sarrewerden (1478) les comtés de Moers et de Sarrewerden, assortis d'une partie des droits sur la baronnie de Fénétrange (Moselle) et de la totalité de Diemeringen (Bas-Rhin). Fénétrange reste administrée pour partie par les ducs de Lorraine, tandis que Diemeringen fut ensuite partagée entre les différentes branches des Rhingraves.
- Pour sa part, le comte de Salm de la branche hermanienne reçoit du duc Antoine une autre partie des droits sur la baronnie de Fénétrange au début du XVIe siècle.
Religion, terre et politique
- Vers 1540, la famille des Rhingraves se convertit à la Réforme. Comme le prévoit la Réforme calviniste, les conversions ne se font que par choix personnel individuel. Les deux comtes conviennent de la liberté de culte qui fut respectée avec plus ou moins de difficultés jusqu’en 1623, date à laquelle le petit-fils de celui qui avait introduit le protestantisme est contraint pour raison politique d’abjurer en échange du titre de Prince de Salm. Aussitôt, l’empereur d’Allemagne promulgue un édit d’interdiction de la religion réformée dans l’ensemble du comté, ce qui provoque un exil de toute la population protestante avec des conséquences très fâcheuses pour le comté et son chef-lieu  Badonviller. Les deux comtes restent cependant les avoués de l'abbaye de Senones.
Aux XVIe siècle et XVIIe siècle, les Rhingraves servent, selon les occasions, le roi de France ou l'Empereur germanique, indifférents à la religion de leurs adversaires (huguenots français, luthériens germaniques) ou alliés (les armées royales, les troupes impériales majoritairement catholiques).
- Les comtes de la branche hermanienne restent fidèles aux ducs de Lorraine, et en reçoivent puissance, honneurs et récompenses en tant que gouverneurs de Nancy, et maréchaux de Lorraine et du Barrois.
Vers 1550, les comtes des deux branches cousines prennent la décision de ne plus payer les redevances de location à l'abbaye de Senones, manifestant ainsi leur droit de propriété. Avec l'occupation française des Trois-Évêchés en 1552, l'évêché de Metz abandonne aux Salm ses droits sur les châteaux de Pierre-Percée et Salm, émancipant ainsi les comtes de leur longue vassalité.

### L'ascension
En 1571, Jean IX, comte de Salm, protecteur de l'abbaye de Senones, descendant direct de Hermann II, s'associe à son cousin et beau-frère, Frédéric, rhingrave et descendant de Jean V, pour réaliser un véritable coup d'État. Aux dépens de l'abbaye, ils se font reconnaître, par la population et devant huissiers, comme étant les seuls seigneurs de la région.
Le comté de Salm s'agrandit et s'affranchit des suzerainetés, au fil des alliances et des négociations, toujours indivis entre les deux branches des descendants de Hermann et des rhingraves. Trois comtes de la lignée de Hermann sont successivement maréchaux de Lorraine et gouverneurs de Nancy. La porte de la Citadelle de la capitale ducale portait ainsi les écus du duc de Lorraine et du comte de Salm et un bastion avait été baptisé bastion de Salm en l'honneur de ce dernier.

## La première principauté de Salm

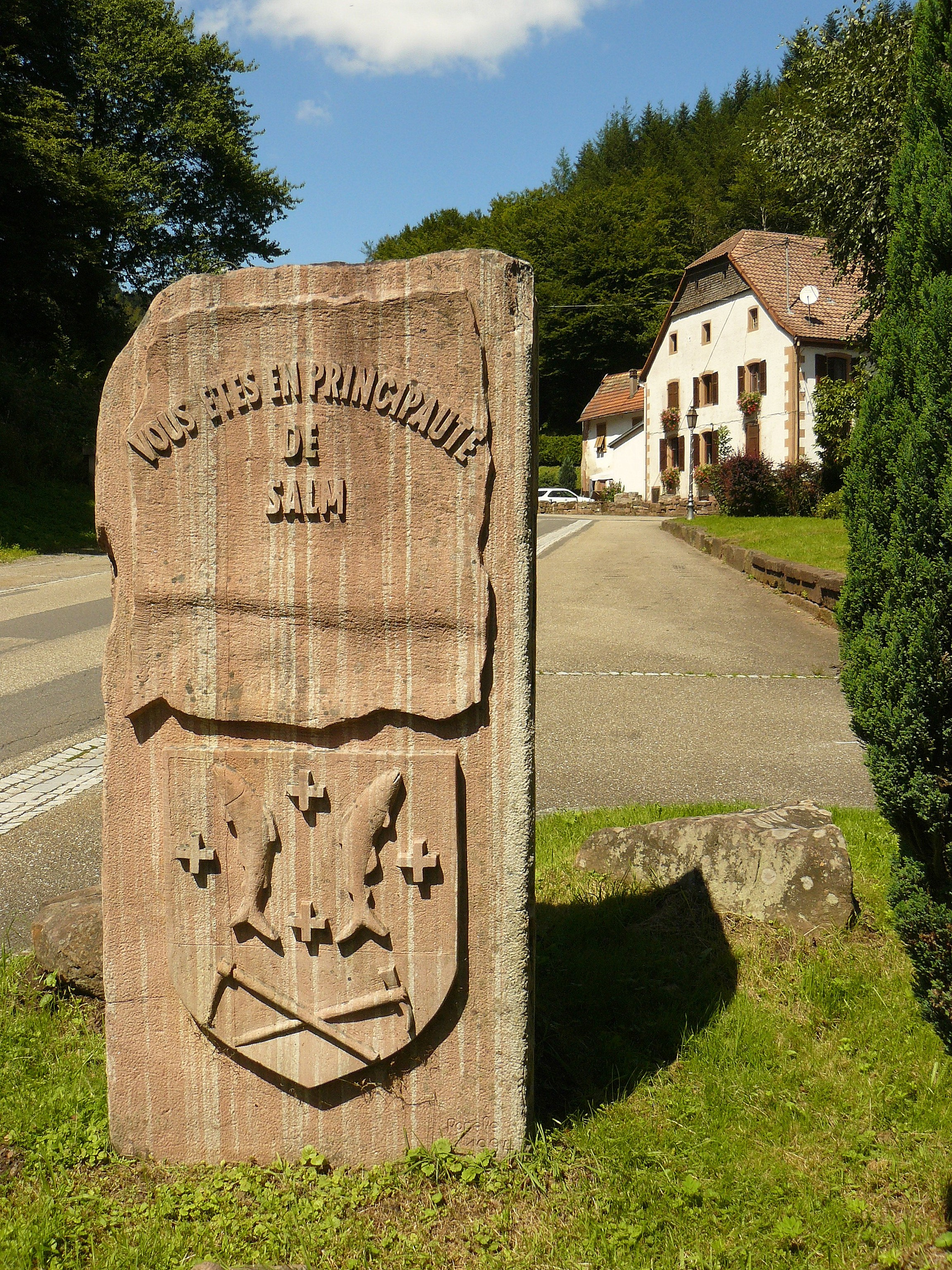
Pierre commémorative de la Principauté de Salm à Grandfontaine (Bas-Rhin)

En 1600, le comte Jean IX, le dernier de la lignée de Hermann II, meurt sans héritier mâle ; c'est sa nièce Christine (ou Chrétienne) de Salm qui hérite des droits de la branche de Hermann. Elle avait épousé François de Lorraine, comte de Vaudémont puis duc de Lorraine. Le comté toujours indivis devient alors partiellement possession des ducs de Lorraine, et un partage a lieu. Les villages sont attribués à la Lorraine (François de Vaudémont) ou à Salm (le rhingrave), sans continuité territoriale, un partage de ce territoire rural ne permettant pas de faire deux parts d'égale valeur. Certains gros bourgs par contre, comme Senones, Badonviller, Celles-sur-Plaine, connaissent un double statut : la moitié des foyers dépendent des ducs, et l'autre des comtes (les rhingraves).
- En 1623, le rhingrave calviniste Philippe Othon, comte de Salm et fils du Rhingrave Frédéric (ligne de Dhaun, branche de Neuviller ou Neufville), est poussé à abjurer et à se convertir au catholicisme; en échange de quoi il est élevé à la fonction prestigieuse de prince d'Empire par l'Empereur germanique Ferdinand II qui lutte contre la Réforme. Les droits des Rhingraves sur Salm forment alors une première principauté de Salm avec Badonviller pour capitale. Par un édit en date du 12 mars 1625, il interdit l'exercice du calvinisme, bannit les pasteurs protestants et ordonne aux habitants de se faire instruire dans la foi catholique dans le délai d'une année, sous peine de bannissement. En conséquence, la communauté protestante de Badonviller migre massivement vers Sainte-Marie-aux-Mines, territoire où régnait la tolérance. Les registres de baptêmes de l’Église réformée de Badonviller (de 1567 à 1624) se trouvent toujours aux archives communales de Sainte-Marie-aux-Mines.

### Princes de Salm
Ils sont tous de la ligne des Rhingraves, Wildgraves de Dhaun, branche de Neuviller.
- 1623-1634 : Philippe Othon (1575-1634),
- 1634-1636 : Louis (1618-1636),
- 1636-1663 : Léopold Philippe Charles (1620-1663), admis au banc des princes à la Diète d'Empire en 1654,
- 1663-1710 : Charles Théodore Othon (1645-1710), qui obtint l'immédiateté du « comté princier de Salm » en 1668 ; il hérite par sa femme un neuvième des droits sur l'ancienne Principauté d'Arches,
- 1710-1738 : Louis Othon (1674-1738).

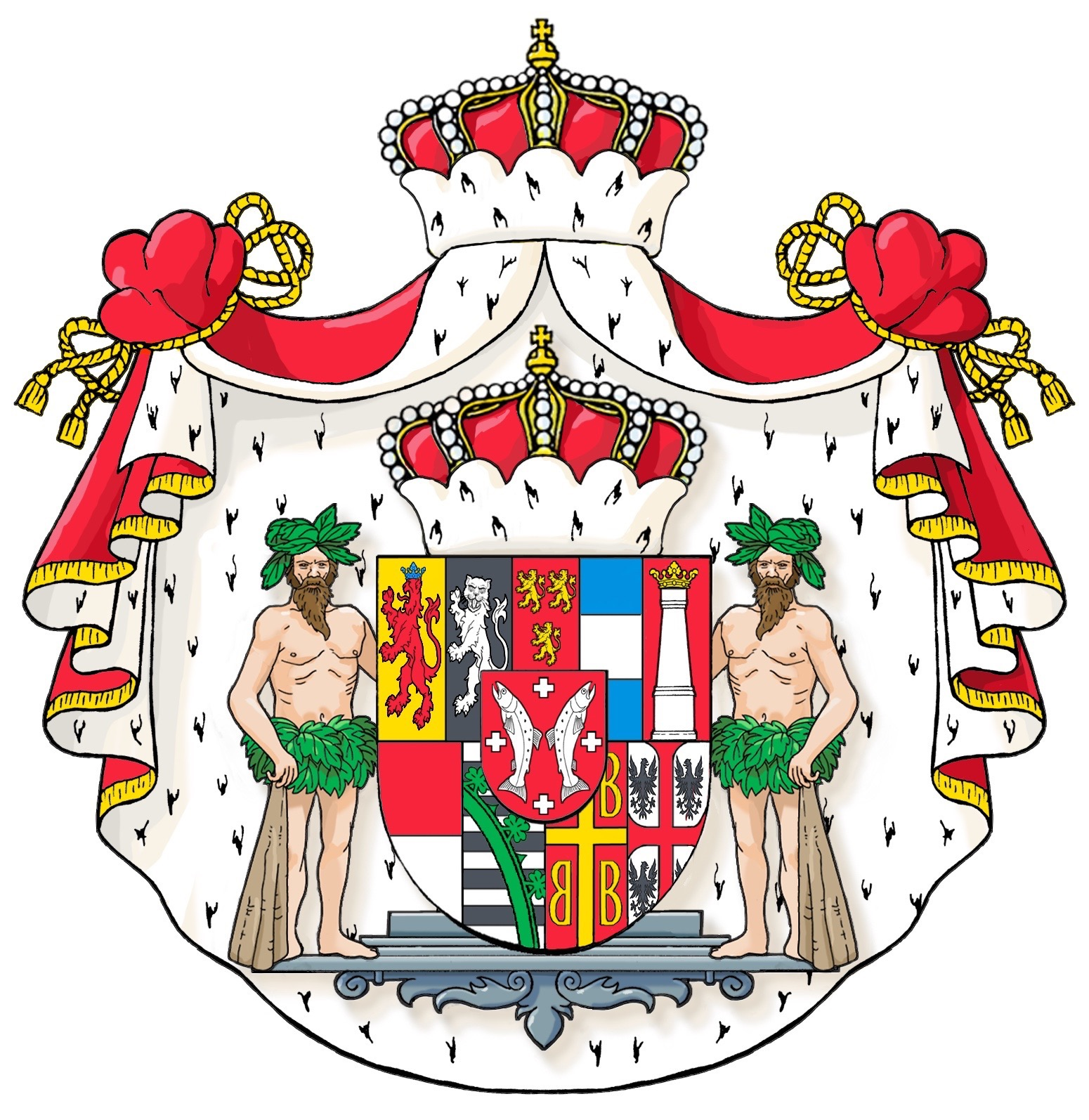
Armoiries des Princes de Salm

### Un changement dynastique
Après Louis-Othon, la dignité princière échoit au rameau collatéral "flamand" de Hoogstraten ; son gendre et cousin éloigné Nicolas-Léopold refonde alors la principauté en principauté de Salm-Salm.

## Sources
- Diderot, D'Alembert, et al...., Encyclopédie méthodique : ou par ordre de matières, vol. 4 : Économie politique et diplomatique, Panckoucke, 1788 (lire en ligne), « Rhingraves et Wildgraves », p. 159 passim.
- Frédéric Schoel, Maximilien Samson, Franz Xaver Zach, Cours d'histoire des États européens : depuis le bouleversement de l'Empire romain d'Occident jusqu'en 1789, Paris, Gide Fils, 1830-1834 (lire en ligne), tome 43, Ch. XXV "Maisons de Salm", p. 123.
- Voir aussi Principauté de Salm-Salm, Bibliographie.